# Harold Elwis Pike
Harold Elwis Pike, britanski general, * 1900, † 1976.